# ألكسندر سوكولوف (سياسي)
ألكسندر سوكولوف هو وزير وسياسي روسي، ولد في 8 أغسطس 1949 في سانت بطرسبرغ في روسيا. انتخب وزير الثقافة.

## وصلات خارجية
- الموقع الرسمي